# Аффогато
Аффогато (итал. affogato — утонувший) — десерт из мороженого, которое заливается порцией горячего эспрессо. Существуют разновидности десерта с добавлением амаретто или другого ликёра.
Аффогато едят ложкой. Есть также рецепты с ореховым мороженым, какао-порошком, сливками или топлёным шоколадом. В ресторанах и кафе в Италии аффогато относится к категории десертов. Его обычно подают в высоком сужающемся бокале, в котором мороженое тает и смешивается с эспрессо на дне. В аффогато могут добавляться кокос, ягоды, мёд в сотах, используется мороженое различных вкусов, к нему может подаваться бискотто или другое печенье. Аффогато обыкновенно подаётся как десерт после еды, его едят с помощью ложки или пьют через соломинку.
Рецепт аффогато более или менее стандартен в Италии — к шарикам пломбира (без ароматических добавок) или ванильного мороженого добавляется порция эспрессо. В европейских и американских ресторанах существуют различные вариации этого десерта.